# Longacre Square

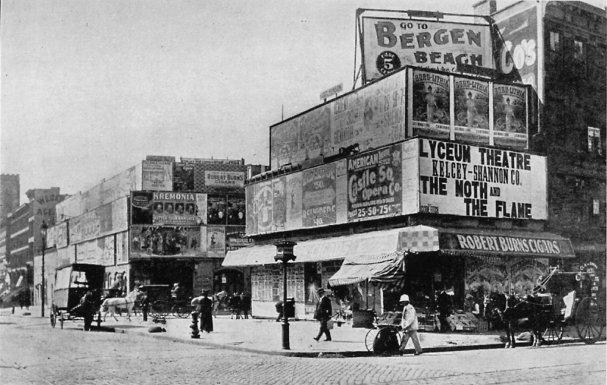
Lugar donde actualmente se encuentra el One Times Square, en el lado norta de la Calle 42, Broadway, hacia la Séptima Avenida. 1898

Longacre Square, en Nueva York, fue el predecesor de Times Square, formando un nudo de carreteras importantes para el norte de la isla de Manhattan, en la intersección de la calle 42, Broadway, y la Séptima Avenida, hoy en el Midtown de Manhattan.
En la isla de Manhattan, cuando fue descubierta por los holandeses, existía el Great Kill (Holandés: Grote Kill), el cual se formaba a partir de tres pequeños arroyos, que se unían cerca de la actual Décima Avenida y la calle 40, formando a través de las zonas bajas de Reed Valley un lugar para peces y aves acuáticas, que desembocaba en el río Hudson, en una profunda bahía, en la actual la calle 42. El nombre se mantuvo en una pequeña aldea, Great Kill, que se convirtió en un centro destacado en la elaboración de carruajes. Las tierras altas al sur y al este, se hicieron conocidas como Longacre a mediados del siglo XIX, en similitud al nombre de Long Acre, que hacía referencia a un distrito de elaboración de carruajes en Londres. 
A medida que el comercio fue más rentable y la industrialización del sur de Manhattan empujó a casas, teatros, y a la prostitución hacia el norte desde el Tenderloin district, Long Acre Square llegó a ser conocido como la Thieves Lair (la guarida de ladrones), debido a su reputación como un distrito de entretenimiento de baja clase. El primer teatro del lugar, el Olympia, fue construido por el fabricante de cigarros y empresario Oscar Hammerstein I. 
El 8 de abril de 1904, el alcalde Gerorge B. McClellan, a instancias de Adoph Ochs, dueño y editor del New York Times, cambió el nombre de Longacre Square por Times Square. El extremo norte más tarde se convirtió en Duffy Square.
- Datos: Q9023638